# Paul Deschanel
Paul Eugene Louis Deschanel (ur. 13 lutego 1856 w Brukseli, zm. 28 kwietnia 1922 w Paryżu) – francuski polityk i pisarz, prezydent Francji.
Syn pisarza Émile Deschanela. Przez krótki czas urzędnik administracji lokalnej, od 1885 deputowany z ramienia umiarkowanych republikanów, reprezentował departament Eure-et-Loir. Zajmował się sprawami społecznymi oraz polityką zagraniczną. Dwukrotnie wybierany na przewodniczącego Zgromadzenia Narodowego (1898–1902 i 1912–1920); w styczniu 1920 wybrany na prezydenta Francji (pokonał we wstępnym głosowaniu G. Clemenceau) – jako pierwszy w historii prezydent Francji nie pełnił wcześniej funkcji ministerialnej. Objął urząd 28 lutego 1920, jednak z powodu choroby na upojenie senne ustąpił zaledwie po 7 miesiącach, 21 września 1920.
Publikował dzieła polityczne i szkice literackie; ukazał się także zbiór jego mów. Od 1899 był członkiem Akademii Francuskiej.
Ogłosił dzieła polityczne: „Les Intérêts français dans l’Océan Pacifique” (1885), „La République nouvelle” (1898), „Politique intérieure et étrangère” (1906) i szkice literackie: „Figures de femmes” (1889), „Figures littéraires” (1889), oraz mowy swe, zebrane p. t. „Questions actuelles” (1891).